# Herzberg (Elster)
Herzberg (Elster) è una città di 8 678 del Brandeburgo, in Germania.

È il capoluogo, ma non il centro maggiore, del circondario dell'Elba-Elster (targa EE).
Il territorio comunale è attraversato dal fiume Elster Nera.

## Storia
Il 31 dicembre 2001 vennero aggregati alla città di Herzberg/Elster i comuni di Arnsnesta, Borken, Buckau, Fermerswalde, Friedersdorf, Gräfendorf, Löhsten, Mahdel, Osteroda, Rahnisdorf e Züllsdorf.

## Società

### Evoluzione demografica
- Sviluppo della popolazione dal 1875 entro gli attuali confini (Linea Blu: Popolazione; Linea puntata: Confronto dello sviluppo della popolazione dello stato del Brandenburgo; Sfondo grigio: Ai tempi del governo nazista; Sfondo rosso: Al tempo del governo comunista)
- Sviluppo recente della popolazione (Linea blu) e previsioni

| Anno | Abitanti |
| ---- | -------- |
| 1875 | 8 259    |
| 1890 | 8 865    |
| 1910 | 8 337    |
| 1925 | 8 250    |
| 1933 | 8 715    |
| 1939 | 9 346    |
| 1946 | 12 457   |
| 1950 | 12 479   |
| 1964 | 11 474   |
| 1971 | 12 091   |
| 1981 | 11 956   |

| Anno | Abitanti |
| ---- | -------- |
| 1985 | 11 899   |
| 1989 | 12 229   |
| 1990 | 12 165   |
| 1991 | 12 075   |
| 1992 | 11 950   |
| 1993 | 12 126   |
| 1994 | 11 955   |
| 1995 | 11 897   |
| 1996 | 11 816   |
| 1997 | 11 801   |

| Anno | Abitanti |
| ---- | -------- |
| 1998 | 11 718   |
| 1999 | 11 616   |
| 2000 | 11 380   |
| 2001 | 11 148   |
| 2002 | 11 053   |
| 2003 | 11 046   |
| 2004 | 10 968   |
| 2005 | 10 930   |
| 2006 | 10 792   |
| 2007 | 10 524   |

| Anno | Abitanti |
| ---- | -------- |
| 2008 | 10 275   |
| 2009 | 10 130   |
| 2010 | 9 982    |
| 2011 | 9 461    |
| 2012 | 9 345    |
| 2013 | 9 161    |
| 2014 | 9 127    |
| 2015 | 9 067    |
| 2016 | 9 129    |
| 2017 | 9 087    |

| Anno | Abitanti |
| ---- | -------- |
| 2018 | 9 027    |
| 2019 | 8 917    |
| 2020 | 8 776    |

Fonti dei dati sono nel dettaglio nelle Wikimedia Commons..

## Amministrazione

### Gemellaggi
Herzberg è gemellata con:
- Büdingen, dal 1990
- Soest, dal 1995
- Świebodzin, dal 1996
- Dixon, dal 1999